# St. Francis (Kansas)
St. Francis es una ciudad ubicada en el condado de Cheyenne en el estado estadounidense de Kansas. En el año 2010 tenía una población de 1329 habitantes y una densidad poblacional de 604,09 personas por km².

## Geografía
St. Francis se encuentra ubicada en las coordenadas 39°46′17″N 101°48′3″O / 39.77139, -101.80083 (39.771389, -101.800717).

## Demografía
Según la Oficina del Censo en 2000 los ingresos medios por hogar en la localidad eran de $30,842 y los ingresos medios por familia eran $36,250. Los hombres tenían unos ingresos medios de $25,484 frente a los $19,167 para las mujeres. La renta per cápita para la localidad era de $16,714. Alrededor del 11.8% de la población estaban por debajo del umbral de pobreza.